# 能代市
能代市（日语：／ Noshiro shi */?）是位於日本秋田縣西北部的城市。米代川流經市內的中央地帶並往西流，當地人口則集中在能代站的周邊地區和奧羽本線沿線。能代市在室町時代中期至安土桃山時代後期位於檜山安東氏的統治範圍內，至江戶時代則作為米代川河運與西迴海運的交通要衝而繁榮。市內的能代工業高等學校（現能代科學技術高等學校）籃球隊曾在日本全國的籃球競技大會等比賽中共拿下58次冠軍，當地也作為「籃球之城」而聞名。 

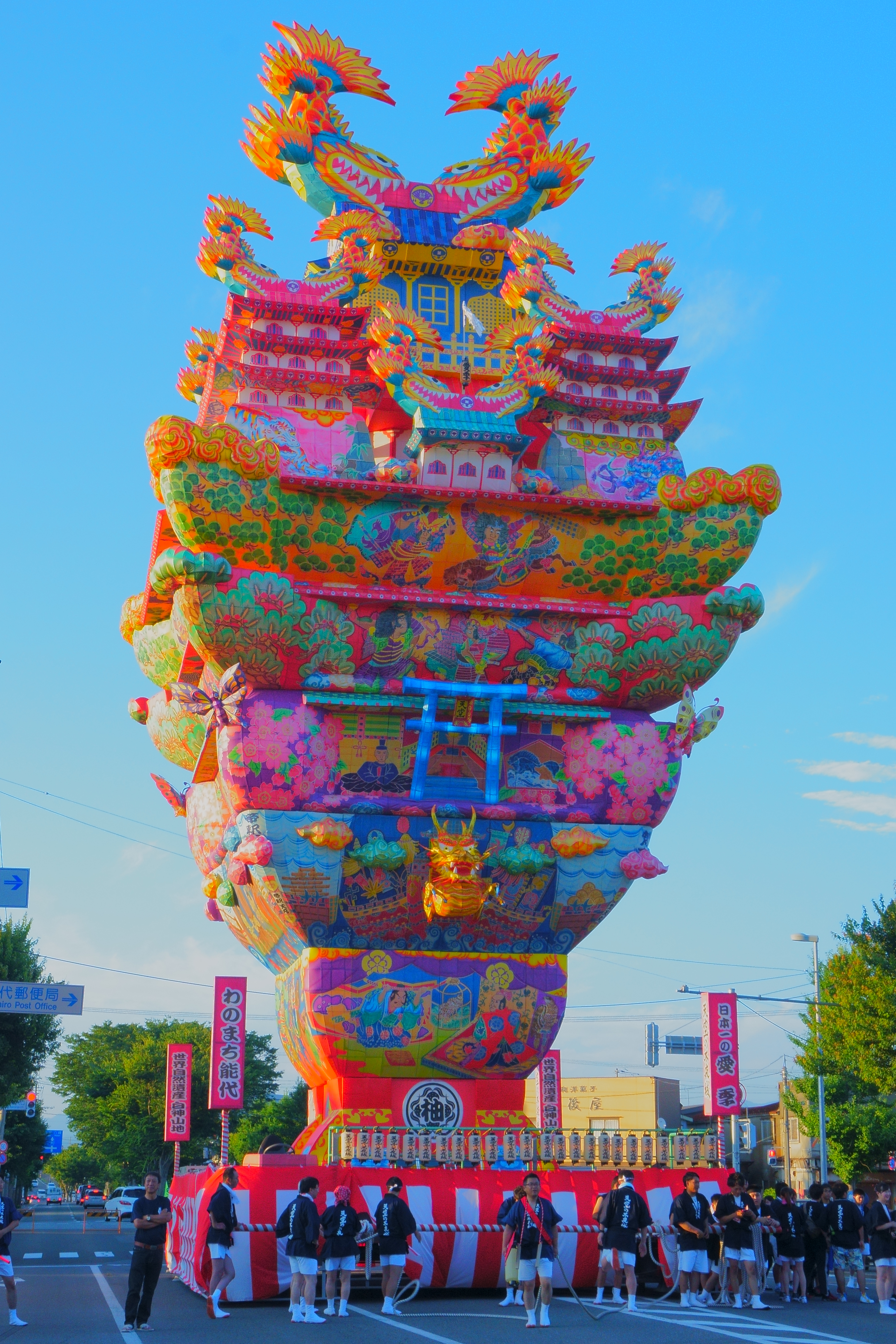
能代七夕「天空的不夜城」

## 地理
能代市境內約60.1%的面積被山林與原野覆蓋，17.7%的土地為農業用地。東南部坐落著以房住山為中心的平緩丘陵，西部的沿海地區則為散布著湖泊與沼澤的沙丘。發源於奧羽山脈的米代川流經轄區的中央地帶，並在西邊注入日本海。米代川的下游地區則為廣闊的能代平原，其周圍多分佈著農田。

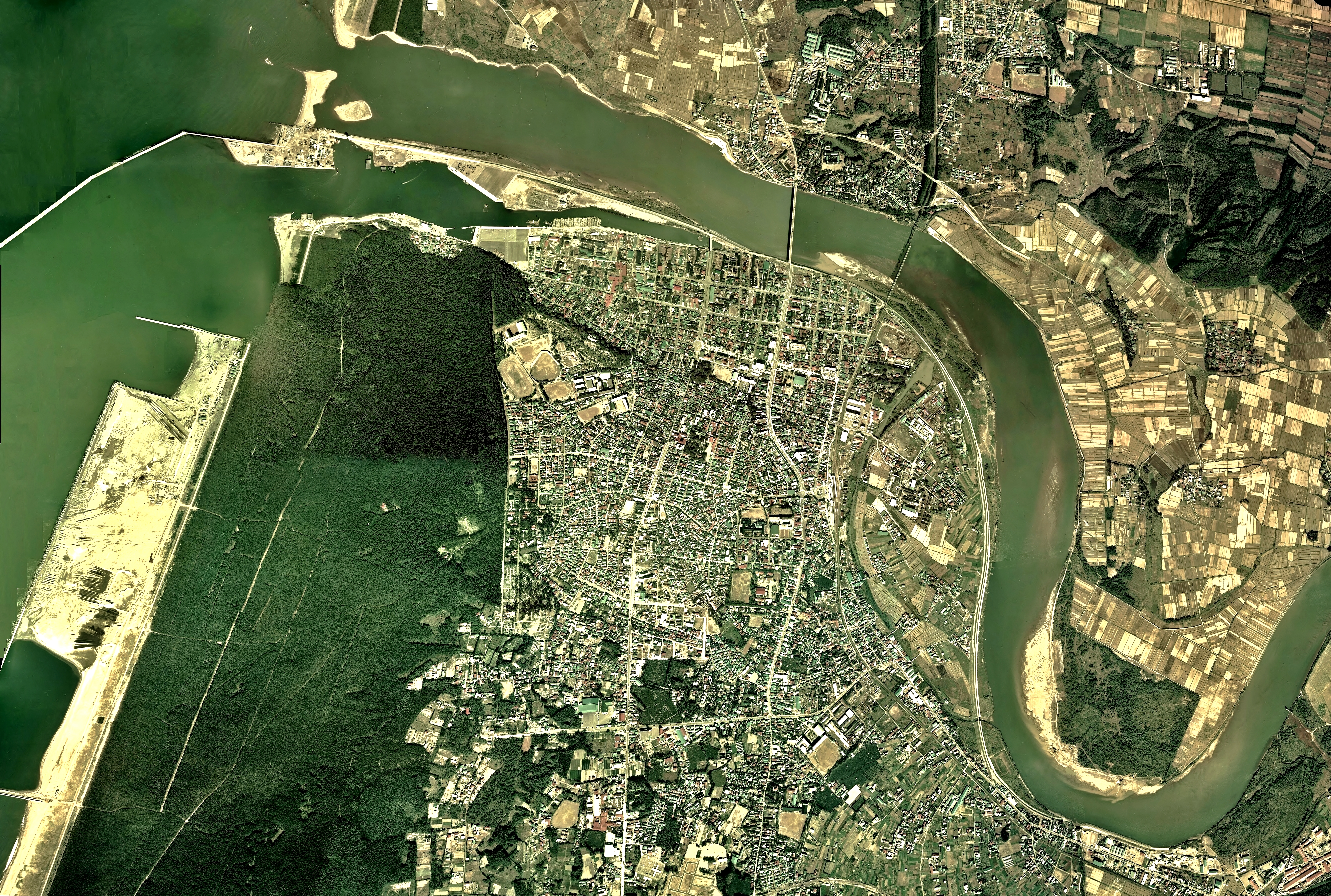
能代市中心地區周邊空拍圖。米代川河口左岸的市街沿著地形發展而成、日本海與市街之間有著廣袤的防風林（風之松原）。1975年攝影由18張照片合成的圖像

### 氣候
能代市屬於日本海側氣候。根據統計，1991年至2020年當地的年均溫為11.9℃，年均降雨量則為1494.5毫米。當地冬季受到強勁的西北季風吹拂，而梅雨季節的日照時數則較太平洋的沿岸地區還多。能代市的積雪期從12月持續至隔年3月，3月下旬至4月中旬則容易因積雪融化和降雨而引發洪水。

## 歷史
能代市自古時便有人類居住，市內屬於繩紋時代前期置中期的杉澤台遺跡曾發掘出大型的竪穴住居遺跡和土偶等文物。杉澤台遺跡也被指定為日本的史跡。能代地區首次出現在文獻中的紀錄可追溯至齊明天皇4年（658年），當時阿倍比羅夫為征伐蝦夷而登陸「渟代」。 寶龜2年（771年），渤海國使節的17艘船隻在野代（現能代市）擱淺。15世紀後半，檜山安東氏在能代地區建造檜山城，並以此為根據地在出羽國北部擴張勢力。而檜山城則於近代被指定為日本的史跡。
江戶時代初期，佐竹氏的家臣小場氏據信曾使用過檜山城，而後則由多賀谷氏入主檜山城。元和6年（1620年），檜山城遭到破壞。而境內的能代港在江戶時代則作為米代川河運與西迴海運的交通要衝而繁榮。當時能代港透過船舶將米代川流域的秋田杉（日本柳杉）和銅礦向外輸送，並且輸入來自京都、大阪等地的貨物。寶永元年（1704年），當地發生大地震，舊名「野代」因被認為不吉利而改名為「能代」。
昭和15年（1940年），能代港町、東雲村與榊村合併成能代市。昭和17年（1942年），扇淵村併入能代市。昭和30年（1955年），檜山町、鶴形村、淺内村與常盤村皆併入能代市。同年二井町、種梅村、富根村與荷上場村合併成新的二井町。昭和32年（1957年），能代市再與峰濱村的外荒卷、比八田、坂形的部分地區合併。平成18年（2006年）3月21日，能代市與二井町合併成現今的能代市。
昭和58年（1983年）的日本海中部地震在能代市引發震度5的地震，並造成38人死亡、147人受傷、683棟住宅全毀與1596棟住宅半毀。當地的受損總額約為275億4437萬日圓。2011年3月11日的日本東北地方太平洋近海地震則在當地引發震度4的地震，並在當時造成市內長時間的停電和物資、燃料不足的問題。

## 行政
現任市長齊藤滋宣於2022年4月在選舉中第4次成功連任，其任期將持續至2026年4月。

## 經濟
根據日本2020年的國勢調查統計，能代市的就業人口中約8.4%從事第一級產業，21.8%的就業人口從事第二級產業，69%則從事第三級產業。當地的農業以生產稻米為中心，並同時種植大豆、蕎麥和蔥等農作物，但近年來面臨米價下跌和農業就業人口高齡化等問題。能代市的製造業則以生產木材製品和電子電路等產品為主。當地也致力於發展再生能源產業。市內屬於重要港口的能代港依據日本的港灣法被指定為海洋可再生能源發電設施的據點港口，並在港内設置大型的離岸風力發電廠。
由於能代市內擁有徯后阪縣立自然公園、風之松原等景點，以及每年七夕舉辦的天空不夜城祭典，因此吸引許多遊客前來。根據統計，2013年至2019年能代市每年約有153萬至184萬名遊客到訪。2020年受到嚴重特殊傳染性肺炎疫情的影響下降至約94萬人次，至2022年則恢復至136萬人。

## 教育
能代市內共有7所小學校、6所中學校與4所高等學校。根據2023年5月的統計，市內共有1593名小學生、1014名中學生和1463名高等學校的學生。

## 交通
國道7號與秋田自動車道以接近平行的方式穿越能代市。其中秋田自動車道在市內設置二井白神交流道、能代東交流道與能代南交流道。國道101號則通過轄區西邊的沿海地區。鐵路方面，JR東日本的奧羽本線和五能線通過市內，並在市區東南邊的東能代站交會。奧羽本線由西往東另設二井站、富根站與鶴形站，五能線則往北設置能代站、向能代站、北能代站與鳥形站。

## 外部連結
- 能代市 （页面存档备份，存于）